# Pierre Alleene
Pierre César Alleene (* 19. Juli 1909 in Roubaix; † 1. August 1994 in Perpignan) war ein französischer Gewichtheber. Er wurde 1933 Europameister im Mittelgewicht und war 1936 Olympiateilnehmer.

## Werdegang
Pierre Alleene begann als Jugendlicher in Roubaix mit dem Gewichtheben. Er startete zunächst für die Union Sociétaire Roubaisienne und wechselte später zu US Metro Paris. Er war ein Spezialist im einarmigen Reißen, einer Übung, die damals bei einigen Wettstreiten noch im Programm war. Bei den Olympischen Spielen bestand der Wettkampf von 1928 bis 1972 aus dem sog. "olympischen Dreikampf (OD)", bestehend aus dem beidarmigen Drücken, dem beidarmigen Reißen und dem beidarmigen Stoßen. Auch bei den Europameisterschaften wurde ab 1929 im olympischen Dreikampf gehoben, mit einer einzigen Ausnahme, nämlich der Europameisterschaft 1933 in Essen. Auf nationaler Ebene standen einarmige Übungen in verschiedenen Ländern aber noch bis 1950 im Wettkampfprogramm.
Pierre Alleene war 1931 zu einem der besten französischen Gewichtheber im Mittelgewicht herangereift. Er vertrat sein Land erstmals bei einer internationalen Meisterschaft, der Europameisterschaft in Luxemburg. Dort startete er im Mittelgewicht und erzielte im olympischen Dreikampf 307,5 kg. Mit dieser Leistung kam er auf den siebten Platz.
1932 erzielte Alleene bei der französischen Olympiaausscheidung in Roubaix im Mittelgewicht schon 322,5 kg (85-105-132,5). Bei den Olympischen Spielen 1932 in Los Angeles vertrat aber sein Landsmann Roger François, der Olympiasieger im Mittelgewicht von 1928, die französischen Farben.
1933 stellte Pierre Alleene einen Weltrekord im einarmigen Reißen rechts mit 91,5 kg auf. Er startete dann auch bei der Europameisterschaft dieses Jahres in Essen. Dort kam ein Fünfkampf, bestehend, aus einarmigen Reißen links, einarmigem Reißen rechts, beidarmigem Drücken, Reißen und Stoßen zur Austragung. Er erzielte in diesem Fünfkampf 497,5 kg (77,5-87,5-97,5-107,5-137,5) und wurde damit Europameister vor dem Olympiasieger von Los Angeles, Rudolf Ismayr aus Deutschland, der auf 492,5 kg (75-77,5-100-100-140) kam. Diesen Sieg erzielte Alleene vor allem durch seine hervorragende Leistung im einarmigen Reißen rechts, in dem er 10 kg mehr als Ismayr bewältigte.
1933 und 1934 wurde Pierre Alleene auch französischer Meister im Mittelgewicht. Bei der Europameisterschaft 1934 in Turin, bei der wieder der olympische Dreikampf ausgetragen wurde, war er nicht am Start. Im Dezember 1934 vertrat Alleene in einem Länderkampf gegen Österreich die französischen Farben. Es wurde dort ein Vierkampf, bestehend aus einarmigem Reißen, einarmigem Stoßen, beidarmigem Reißen und beidarmigem Stoßen ausgetragen. Pierre Alleene erzielte dabei 395 kg (85-85-100-125) und unterlag damit knapp Karl Hipfinger, der auf 397,5 kg (75-90-97,5-135) kam.
Bei der Europameisterschaft 1935, die in Paris stattfand, war Pierre Alleene nicht am Start. 1936 startete er aber bei den Olympischen Spielen in Berlin. Er erzielte dort im Mittelgewicht im olympischen Dreikampf 330 kg (90-105-135) und kam damit auf den achten Platz. Sieger wurde Khadr Sayed El Touni aus Ägypten mit 387,5 kg (117,5-120-150) vor Rudolf Ismayr, der auf 352,5 kg (107,5-102,5-142,5) kam.
1937 fanden erstmals seit 1922 wieder Weltmeisterschaften statt, die in Paris ausgetragen wurden. Pierre Alleene startete dort im Mittelgewicht und erzielte im olympischen Dreikampf 332,5 kg (92,5-105-135). Er belegte mit dieser Leistung den sechsten Platz. Weltmeister wurde John Terpak aus den Vereinigten Staaten mit 352,5 kg (192,5-110-140).